# Farmington (Delaware)
Farmington je gradić u američkoj saveznoj državi Delaware. Prema popisu stanovništva iz 2010. u njemu je živjelo 110 stanovnika.